# Мадалена (район Ресіфі)
Мадалена (порт. Madalena) — район міста Ресіфі, штат Пернамбуку, Бразилія. Межує з районами Дербі, Торрі, Праду, Грасас, Ілья-ду-Ретіру і Зумбі. На території району починається проспект Кашанга, один з головних проспектів міста та найбільша виключно пряма вулиця у країні.
На території району знаходився маєток Перду Афонсу Дуру і Мадалени Гонсалвіс, на честь останньої він був названий Маєтком Мадалена, хоча пізніше перейменований у Маєток Мендонса, на часть наступного власника Жуана Мендонси. Назва Мадалена, проте, залишилася у народі. Великий будинок власників маєтку і зараз відомий як Будинок Мадалени, пізніше ця назва перейшла й до нового міського району.

## Ресурси Інтернету
- Мапа району

| Бразилія | Це незавершена стаття з географії Бразилії. Ви можете допомогти проєкту, виправивши або дописавши її. |